# الاتحاد التوغولي لكرة القدم
تأسس الاتحاد التوغولي لكرة القدم (بالفرنسية: Fédération Togolaise de Football)‏ في عام 1960م وانضم إلى الإتحاد الدولي لكرة القدم في 1962م وإنضم إلى الاتحاد الأفريقي لكرة القدم في 1963م.